# 將軍澳華人永遠墳場

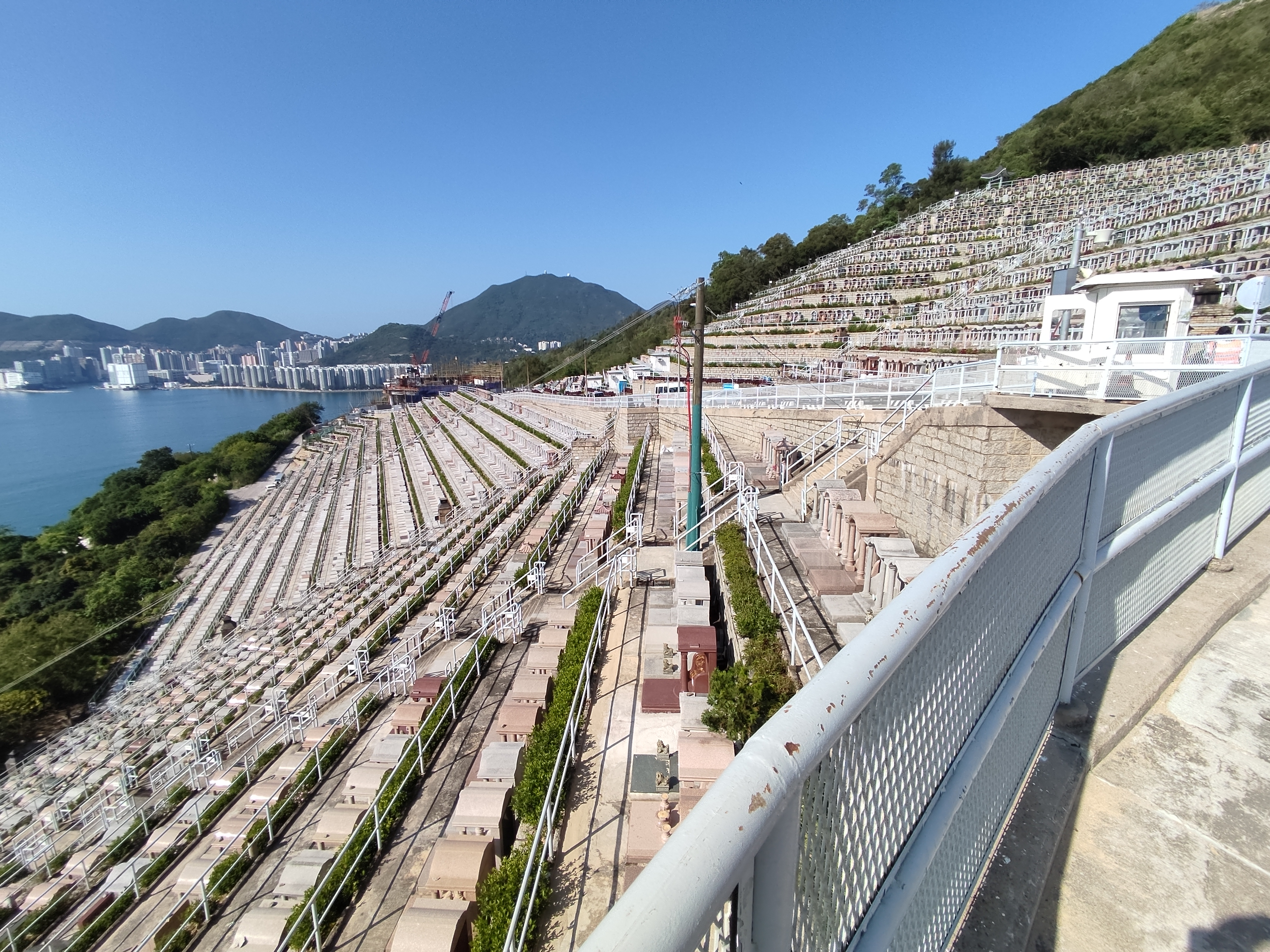
將軍澳華人永遠墳場

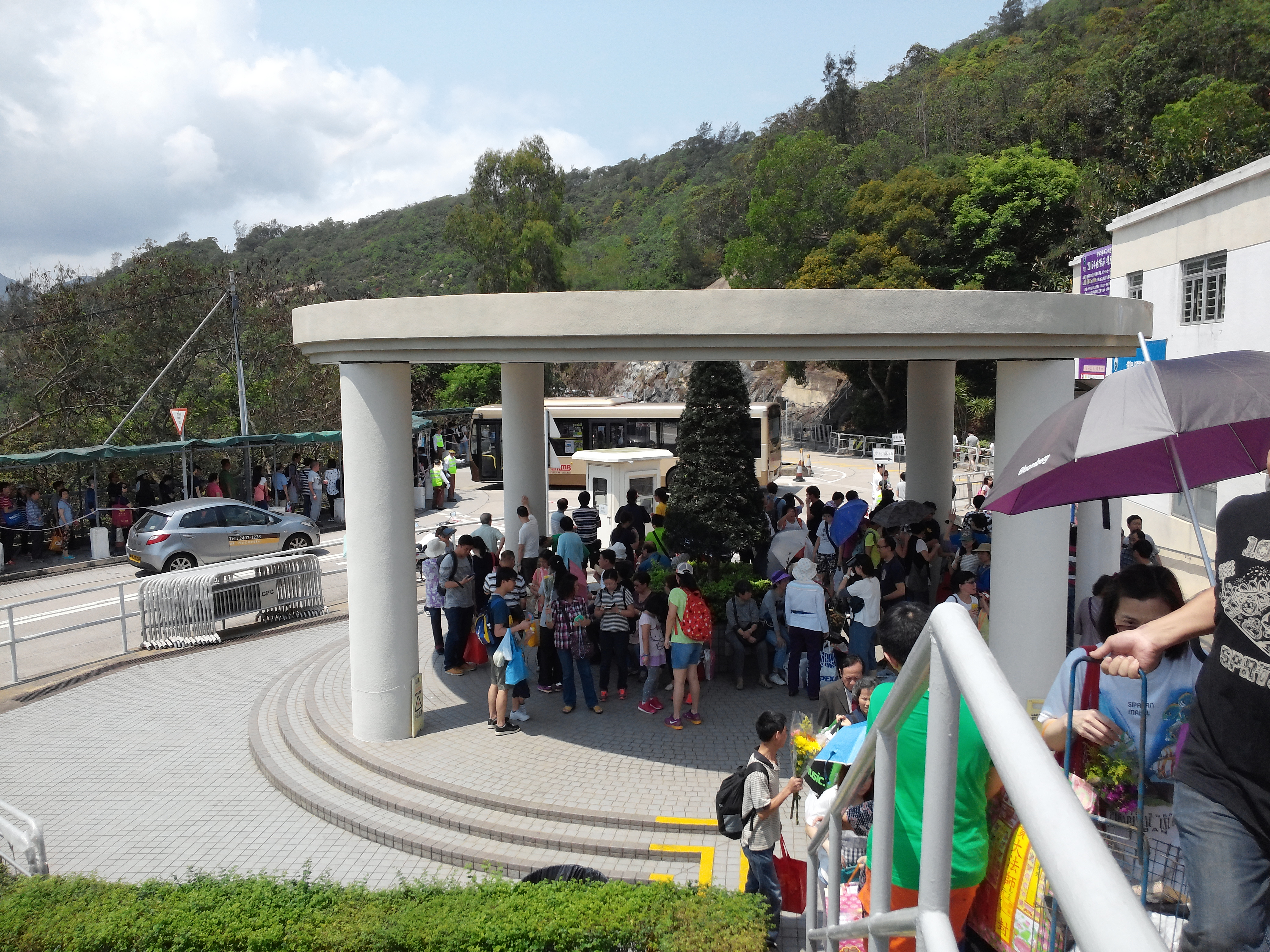
墳場正門

墳場內的地圖

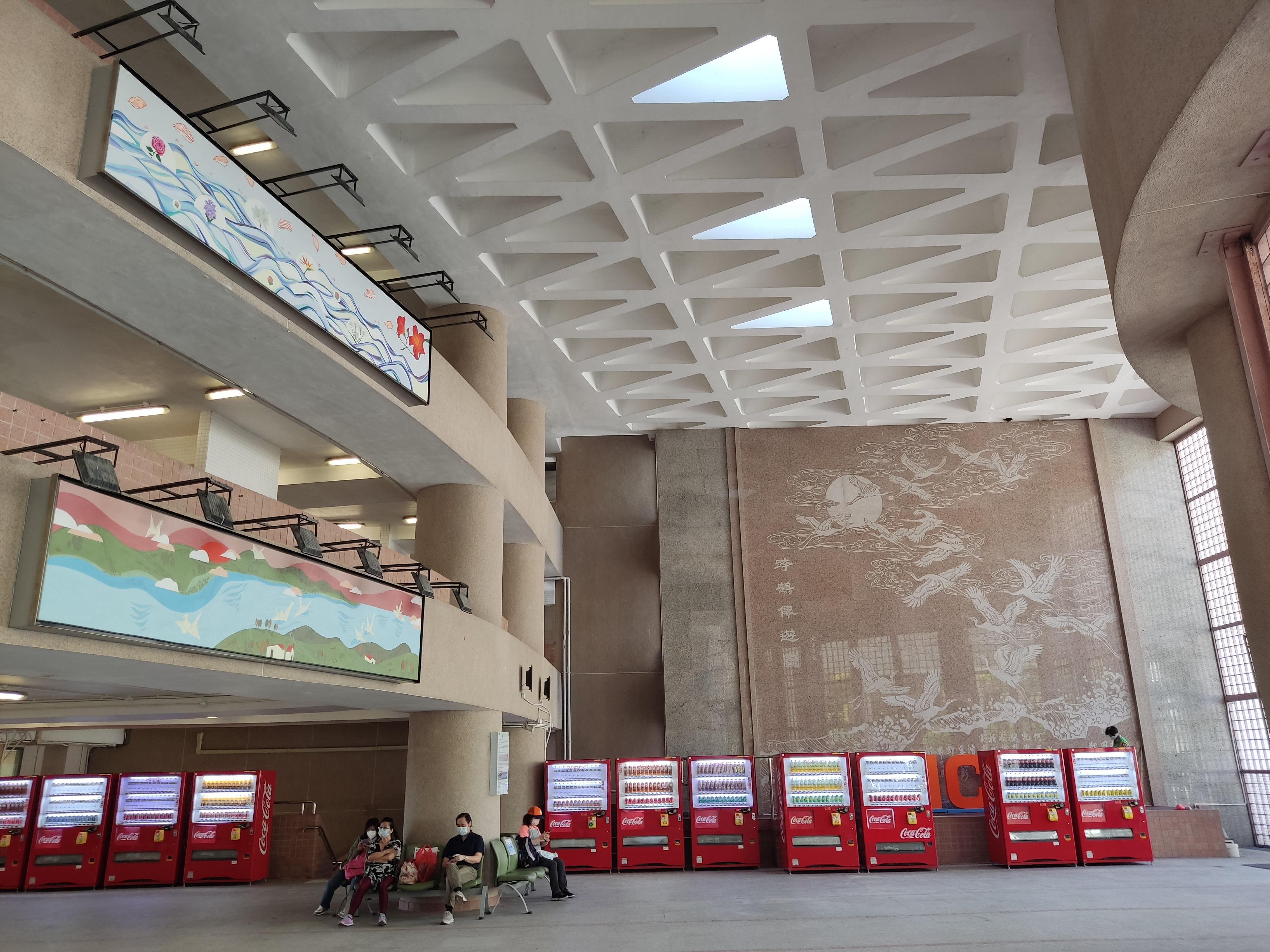
入口大堂

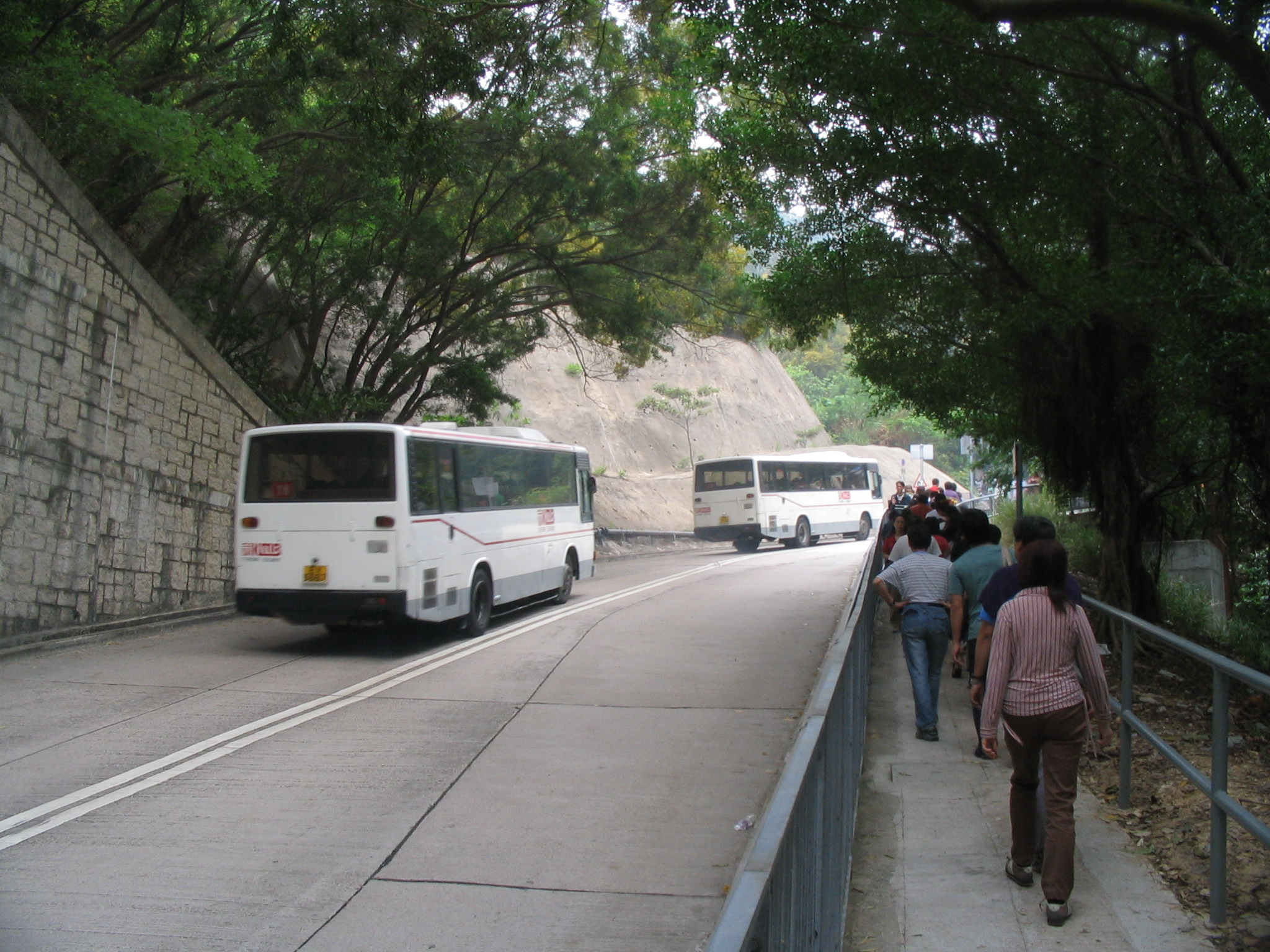
上山的九巴14S號巴士和掃墓人士

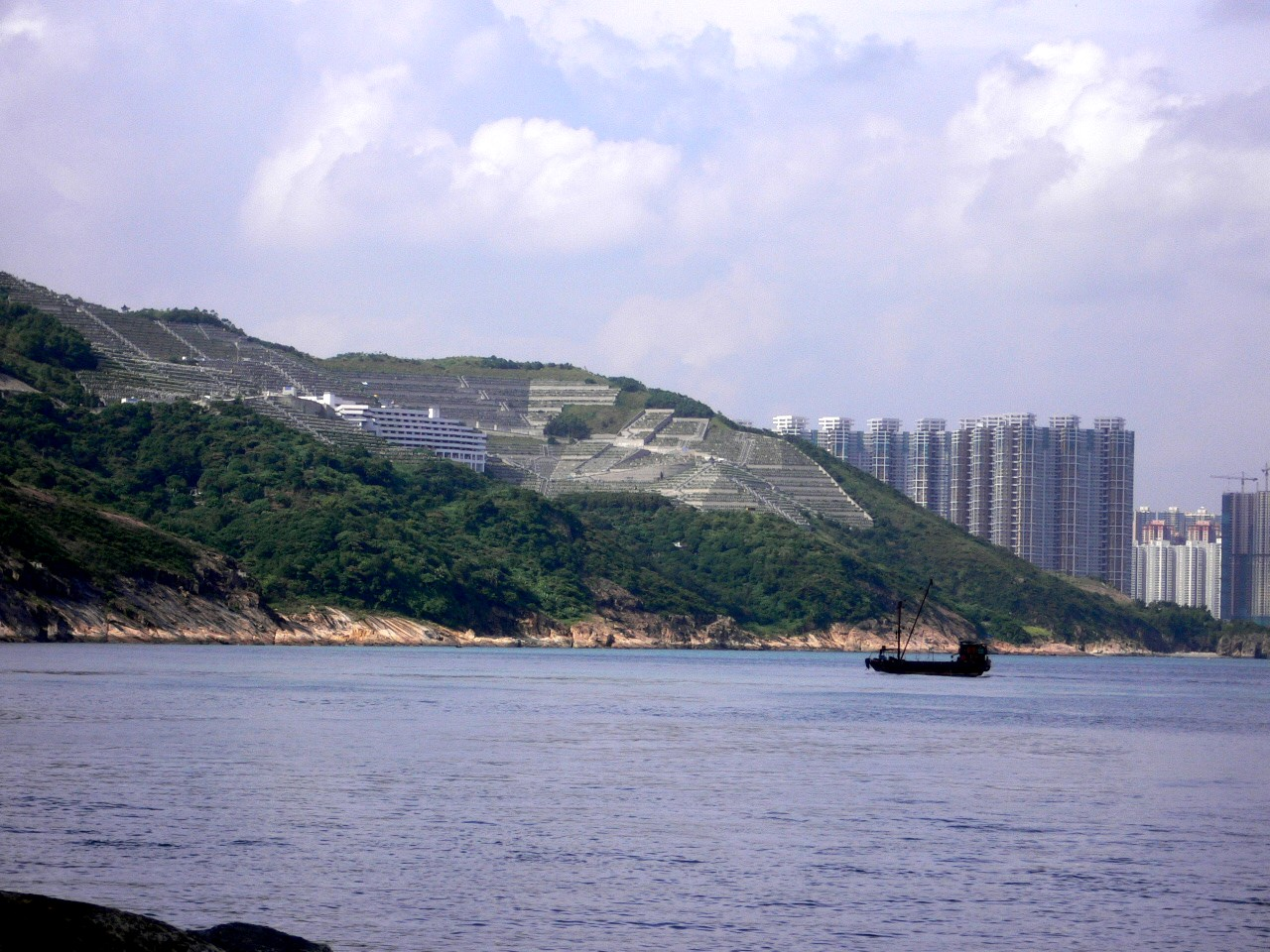
從小西灣海濱花園眺望對岸的將軍澳華人永遠墳場

將軍澳華人永遠墳場是位於香港新界西貢區西南部魔鬼山和照鏡環山東麓的一個墳場，於1989年落成啟用，由華人永遠墳場管理委員會管理。墳場提供普通墓地、續期墓地及非續期墓地。靈灰閣於1996年落成，提供九萬多個骨灰及付費骨殖龕位，部分劃為禁止燃點香燭的龕位。另有部分位置於2011年改為紀念花園。
九龍觀塘區的油塘是車輛通往該墳場唯一的出入口。墳場在清明節、重陽節正日，所有車輛由早上5:30到晚上8:00禁止駛入，（即使當日墳場提早開放，車輛亦須於5:30前離開），巴士也不提供服務。掃墓人士都要步行來往墳場。

## 華永行人徑

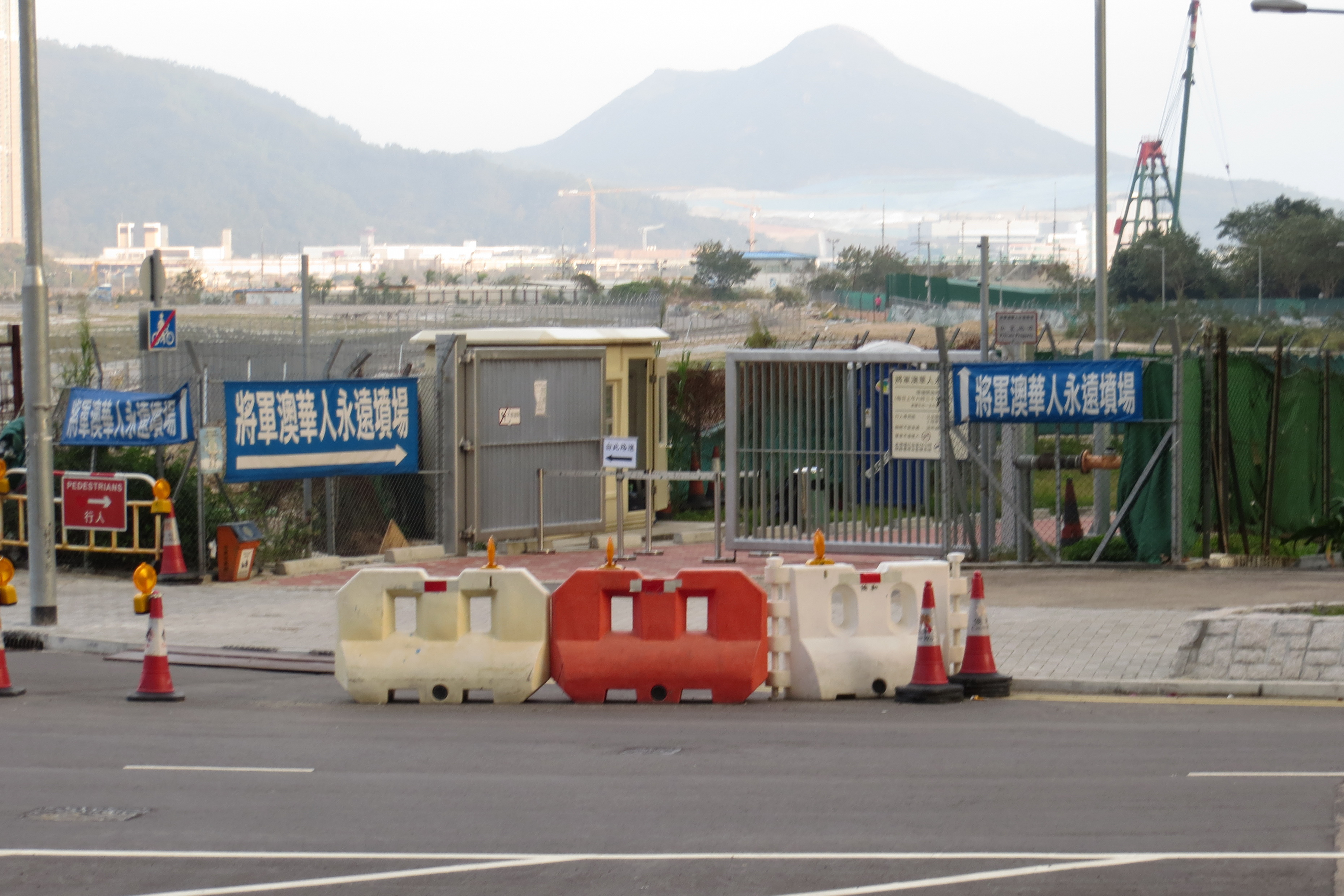
從調景嶺站往墳場的入口，前方道路為翠嶺路。

由於每年清明及重陽，將軍澳華人永遠墳場都會實施道路管制，令大批孝子賢孫須徒步行上山，為人詬病。因此華人永遠墳場管理委員會於2006年決定斥資3億元興建一條由調景嶺站通往墳場的新路，名為華永行人徑，A2出口翠嶺路附近，單車徑和行人徑右邊有閘門進入
；全長約1500米，闊6米，斜度最大為1:10，尾段樓梯級已安裝斜板，新路禁止攜犬進入，導盲犬除外；新路於2009年動工，2012年2月26日正式啟用。啟用後首過清明節，市民對新路普遍持正面態度。但新行人路卻因要讓路予將軍澳跨灣連接路走線，當中約百米的新路段在啟用兩年後或被迫改道，因此惹來多名區議員反對，要求當局重新規劃將軍澳至藍田跨海隧道走線，減少對新行人路段的影響。在2016年，將軍澳－藍田隧道展開前期工程，為將工程所產生的廢料移走，將軍澳華人永遠墳場的新行人徑將局部封閉改作為行車道一年。原有的行人路將收窄至兩米。

## 設施
- 化寶爐
- 洗手間
- 涼亭
- 行政辦公室
- 巴士站
- 泊車車位（交通管制期間暫停使用）

## 風景
- 鯉魚門
- 鯉魚門咀
- 鯉魚門邨
- 將軍澳
- 日出康城

## 安葬於該墳場的人物
|    | 姓名                      | 生卒日期                       | 介紹                                                                                       |
| -- | ------------------------- | ------------------------------ | ------------------------------------------------------------------------------------------ |
| 1  | 郭得勝                    | 1911年3月12日－1990年10月30日  | 新鴻基地產創辦人之一                                                                       |
| 2  | 黃家駒                    | 1962年6月10日－1993年6月30日   | 香港詞曲創作歌手，香港殿堂級搖滾樂團Beyond的創辦者和靈魂人物、節奏吉他手、主音歌手及團長。 |
| 3  | 陳百強                    | 1958年9月7日－1993年10月25日   | 香港歌手、藝人                                                                             |
| 4  | 新馬師曾（鄧永祥），MBE   | 1916年6月20日－1997年4月21日   | 香港粵劇、粵語片演員                                                                       |
| 5  | 簡慧榆                    | 1978年6月17日－1999年3月21日   | 香港見習女騎師，意外墮馬身亡                                                               |
| 6  | 廖一原，別名廖滌生        | 1920年－2002年2月11日          | 銀都機構有限公司名譽董事長、華南電影工作者聯合會名譽會長                                   |
| 7  | 蕭 笙，原名蕭凌           | 1927年－2004年11月27日         | 香港電視劇監製                                                                             |
| 8  | 杜葉錫恩，大紫荊勳賢，CBE | 1913年6月2日－2015年12月8日    | 市政局議員、立法局議員、臨時立法會議員、港事顧問、慕光英文書院創辦人                       |
| 9  | 夏 萍，原名盧少萍         | 1937年10月6日－2019年8月5日    | 香港女性甘草演員，前無綫電視部頭合約女藝員                                                 |
| 10 | 卓 信                     | 1930年－2020年2月7日           | 郭富城之母                                                                                 |
| 11 | 張 徹                     | 1923年2月10日－2002年6月22日   | 武俠電影巨匠                                                                               |
| 12 | 潘玉瑶                    | 1919年10月30日－1998年10月18日 | 張國榮之母                                                                                 |

## 外部連結
- 维基共享资源上的相關多媒體資源：將軍澳華人永遠墳場
- 華人永遠墳場管理委員會 - 將軍澳華人永遠墳場